# Ray Kunze

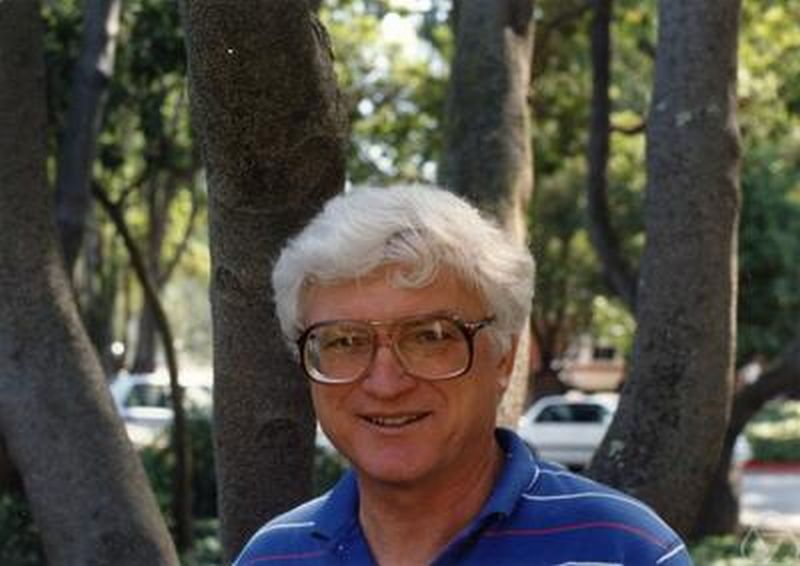
Ray Kunze, Berkeley 1989

Ray Alden Kunze (* 7. März 1928 in Des Moines, Iowa; † 21. Mai 2014) war ein US-amerikanischer Mathematiker, der sich mit Algebra befasste.

## Leben
Kunze studierte an der University of Chicago mit dem Bachelor-Abschluss 1950, dem Master-Abschluss 1951 und der Promotion bei Irving Segal ({\displaystyle L_{p}} Fourier Transformations on Locally Compact Unimodular Groups). Ab 1954 war er Berater im Institute for Defense Analyses. 1960 wurde er Assistant Professor an der Brandeis University und 1963 Associate Professor und später Professor an der Washington University in St. Louis. Ab 1969 war er Professor für Mathematik an der University of California, Irvine, an der er 1969 bis 1974 der Mathematik-Fakultät vorstand. Ab Ende der 1980er Jahre war er Professor an der University of Georgia. Er war Fellow der American Mathematical Society.
Er befasste sich mit Harmonischer Analysis und Darstellung von Liegruppen und verfasste mit Kenneth Hoffman ein bekanntes Lehrbuch der Linearen Algebra.

## Schriften
- mit Kenneth Hoffman: Linear Algebra, 2. Auflage, Prentice Hall 1971
- mit Irving Segal: Integrals and Operators, McGraw Hill 1968, 2. Auflage, Springer Verlag 1978